# Batzos

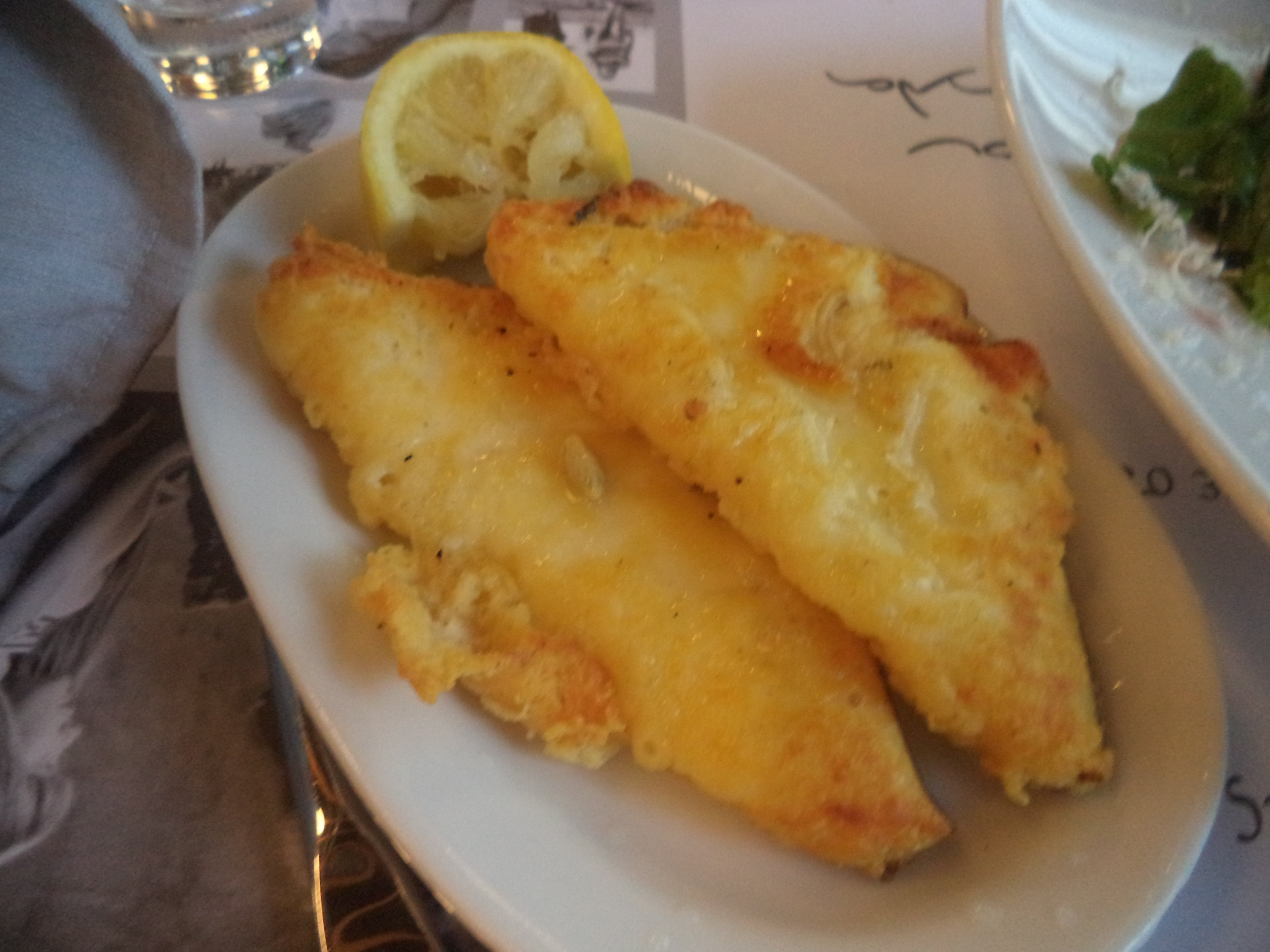
Batzos, gebraten

Batzos (griechisch Μπάτζος) ist ein weißer, fettarmer Salzlakenkäse aus Schafmilch, Ziegenmilch, oder einer Mischung aus beiden. Er wird in den griechischen Regionen Westmakedonien, Zentralmakedonien und Thessalien auf traditionelle Weise aus Rohmilch hergestellt. Seit 1996 ist Batzos (Μπάτζος) eine geschützte Ursprungsbezeichnung (g. U.).

## Eigenschaften
Batzos ist ein weißer, fettarmer Salzlakenkäse aus Schafmilch, Ziegenmilch oder einer Mischung aus beiden. Er hat einen säuerlichen, leicht würzigen und stark salzigen Geschmack, keine Rinde und weist im Teig eine Vielzahl kleiner Löcher auf. Im Winter hergestellter Batzos aus Ziegenmilch hat einen Feuchtigkeitsgehalt von etwa 43,5 Prozent, etwa 23 Prozent Eiweiß und etwa 34,5 Prozent Fett in der Trockenmasse. Vorgeschrieben ist ein Feuchtigkeitsgehalt von maximal 45 Prozent und ein Fettgehalt in der Trockenmasse von mindestens 25 Prozent.
Die Mikroflora der Käse wird von Milchsäurebakterien, vor allem Lactococcus lactis, und Enterobacteriaceae dominiert. Die zu Beginn der Reifung in großer Zahl vorhandenen Enterobacteriaceae treten während der Reifung und Lagerung gegenüber den Milchsäurebakterien zurück. Durch diese wird der pH-Wert in Ziegenkäse im Frühjahr auf 5,3 und im Sommer auf 5,2 gesenkt. Bei Schafkäse liegen die Werte bei 5,25 und 5,65.

## Geschichte
Der Batzos wird in den griechischen Regionen Westmakedonien, Zentralmakedonien und Thessalien aus Rohmilch hergestellt. Er war in der Vergangenheit nur ein Nebenprodukt der Herstellung des fettreichen Molkenkäses Manouri aus Ziegenmilch und von Butter aus Schafmilch. Da die Herstellung von Manouri heute auch aus Molke unter Zugabe von Vollmilch oder Sahne erfolgt, ist die Notwendigkeit der Herstellung von Batzos entfallen. Er wird traditionell in den Haushalten der Schaf- und Ziegenhirten produziert oder in Käsereien mit Methoden produziert, die stark an die traditionelle Herstellung angelehnt sind. Die letzte Phase der Herstellung ähnelt der des im Westen der Türkei produzierten Mihaliç.
Batzos wird frisch, gebraten oder frittiert verzehrt.

## Herstellung
In der traditionellen bäuerlichen Fertigung wird die Rohmilch für 50 Minuten auf 28 bis 30 °C erwärmt und mit Lab versetzt. Wenn die Milch zu gerinnen anfängt, schlägt der Käser die Masse etwa 150- bis 200-mal mit einem dicken Holzstock, um das Fett herauszulösen. Nach einer Ruhe von 35 bis 40 Minuten wird die Masse erneut 300- bis 350-mal geschlagen, um weiteres Fett in die Molke übergehen zu lassen. Die Dickete wird dann in den Bruch zerteilt und bei manchen Herstellern unter Rühren auf 43 °C erwärmt („gebrannt“). Nach einer erneuten Ruhe in Käsetüchern wird der Bruch von Hand gepresst, für 24 Stunden bei etwa 15 °C zum Abtropfen aufgehängt und für weitere 24 Stunden in dieser Umgebung reifen gelassen. Am folgenden Tag werden die Laibe in Scheiben geschnitten, mit grobem Salz versetzt und mit zwölfprozentiger Salzlake bedeckt in Behälter gefüllt. Wenn er nicht frisch verzehrt wird, kommt der Käse für zehn Tage bei 15 °C zum Reifen und anschließend für mindestens drei Monate in gekühlte Lagerräume.
Die moderne Produktionsweise weicht deutlich von der bäuerlichen ab. Als Rohstoff dient teilentrahmte Milch. Dadurch entfällt die Notwendigkeit des Schlagens der Milch. Die auf 28 bis 32 °C erwärmte Milch wird mit Lab versetzt. Nach etwa zehn Minuten, sobald die Gerinnung einsetzt, wird die Dickete in kleine Stücke geschnitten und für etwa 30 Minuten ruhen gelassen. Anschließend wird der Bruch 15 bis 20 Minuten lang gerührt und zum Absetzen der festen Bestandteile wieder ruhen gelassen. Die Molke ist fettreich und kann zur Produktion von Manouri verwendet werden. Der Bruch wird in Käsetüchern zum Trocknen aufgehängt. Am folgenden Tag werden die Käselaibe in Scheiben geschnitten, gesalzen und in Metallbehälter mit Salzlake gelegt. Darin reifen sie für mindestens drei Monate.
Eine Untersuchung experimentell aus verschiedenen Rohstoffen hergestellter Batzos-Käse brachte die Erkenntnis, dass sich bei der Verwendung pasteurisierter fettarmer Ziegenmilch und künstlicher Starterkulturen mit Lactococcus lactis günstigere mikrobiologische Eigenschaften des fertigen Käses erreichen lassen. Allerdings weisen solche Produkte nicht die geschmackliche Vielfalt der auf traditionelle Weise aus Rohmilch hergestellten Käse auf.

## Belege
1. ↑  Verordnung (EG) Nr. 1107/96 der Kommission vom 12. Juni 1996 zur Eintragung geographischer Angaben und Ursprungsbezeichnungen gemäß dem Verfahren nach Artikel 17 der Verordnung (EWG) Nr. 2081/92 des Rates, abgerufen am 19. Januar 2020
2. 1 2 3  Thomas Bintsis, Efstathios Alichanidis, İrem Uzunsoy, Barbaros Özer, Photis Papademas, Zorica Radulovic, Jelena Miocinovic: White-Brined Cheeses. In: Photis Papademas, Thomas Bintsis (Hrsg.): Global Cheesemaking Technology. Cheese Quality and Characteristics. John Wiley & Sons, Hoboken, NJ und Chichester 2018, ISBN 978-1-119-04615-8, Kap. 7, S. 349–367, hier S. 349–351 (englisch).
3. 1 2 3  A. Adnan Hayaloglu: Cheese Varieties Ripened Under Brine. In: Paul L. H. McSweeney, Patrick F. Fox, Paul D. Cotter, David W. Everett (Hrsg.): Cheese. Chemistry, Physics & Microbiology. Fourth edition. Volume 2. Academic Press, London u. a. 2017, ISBN 978-0-12-417012-4, Kap. 39, S. 997–1040 (englisch).
4. 1 2 3 4 5  Evanthia Litopoulou-Tzanetaki: Batzos. In: Catherine Donnelly (Hrsg.): The Oxford Companion to Cheese. Oxford University Press, Oxford 2016, ISBN 978-0-19-933088-1, S. 62 (englisch).
5. 1 2  Lefki Psoni, Nikolaos Tzanetakis, Evanthia Litopoulou-Tzanetaki: Microbiological characteristics of Batzos, a traditional Greek cheese from raw goat’s milk. In: Food Microbiology. Band 20, Nr. 5, 2003, S. 575–582, doi:10.1016/S0740-0020(02)00153-3 (englisch).
6. ↑  Evanthia Litopoulou-Tzanetaki, Nicolaos Tzanetakis: Microbiological characteristics of Greek traditional cheeses. In: Small Ruminant Research. Band 101, Nr. 1–3, 2011, S. 17–32, doi:10.1016/j.smallrumres.2011.09.022 (englisch).
7. ↑  Lefki Psoni, Nikolaos Tzanetakis, Evanthia Litopoulou-Tzanetaki: Characteristics of Batzos cheese made from raw, pasteurized and/or pasteurized standardized goat milk and a native culture. In: Food Control. Band 17, Nr. 7, 2006, S. 533–539, doi:10.1016/j.foodcont.2005.03.001 (englisch).